# Pietracupa (Guardavalle)
Pietracupa (Petracupa in calabrese) era una frazione montana del Comune di Guardavalle, in provincia di Catanzaro, distante 12,7 km dal paese, ora completamente disabitata. È raggiungibile da Guardavalle percorrendo la Strada Provinciale 143 e prendendo il primo bivio sterrato dopo Piani del Gatto e prima della frazione Elce della Vecchia.
Pietracupa era composto da vari gruppi di case sparse attorno all'alta corso della fiumara Assi tra le contrade Andrea, le Scale, Li Zimbi, Angra dell'Abate e Zombarella.
L'abitato fu abbandonato a seguito dell'alluvione del 1950 e ricostruito a monte con il nome di Elce della Vecchia.

## Economia
Il borgo di Pietracupa era caratterizzato da un'economia essenzialmente agricola e dall'allevamento caprino.

## Attività sportive

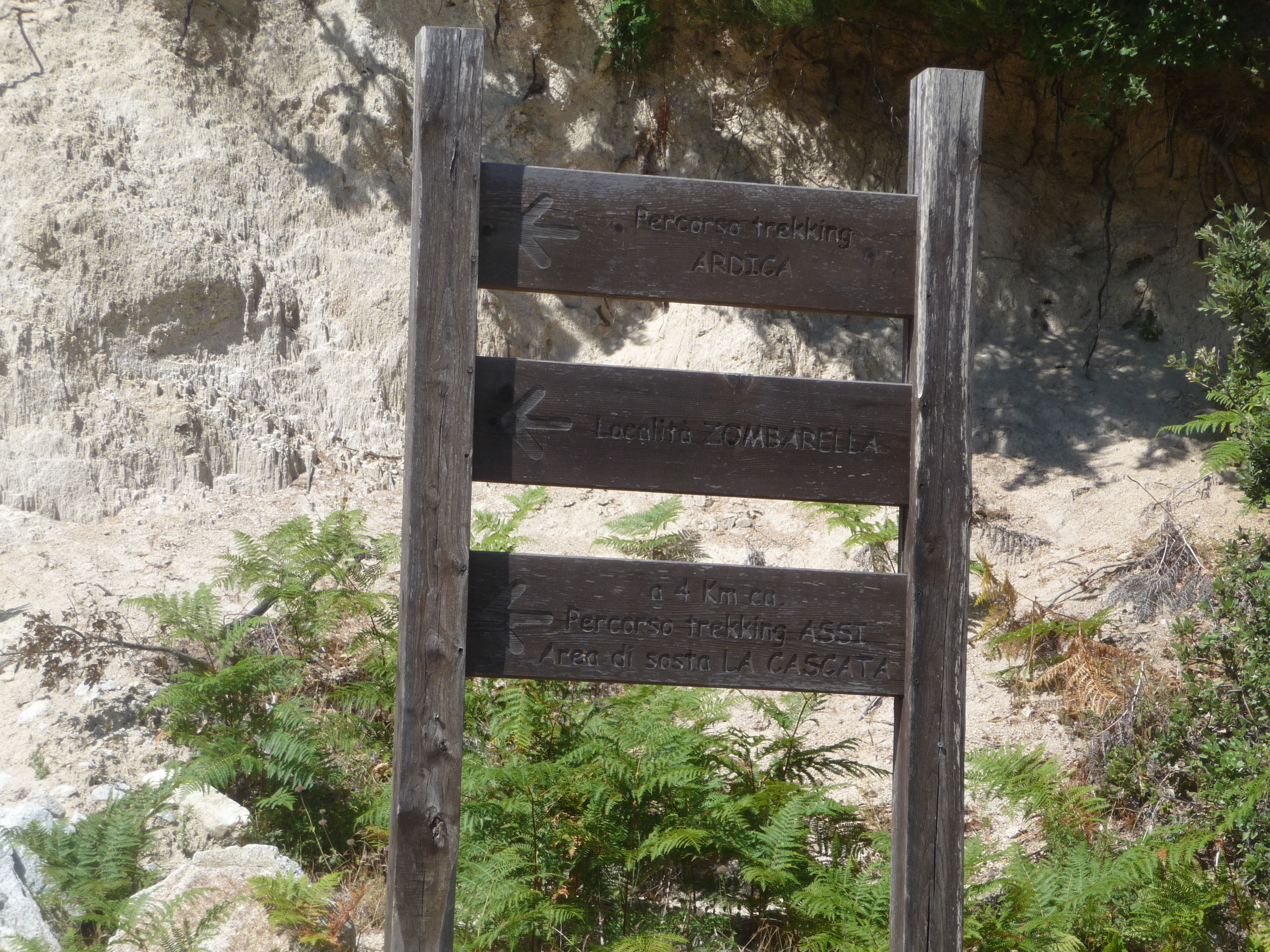
Sentieri escursionistici pietracupa (Guardavalle - CZ)

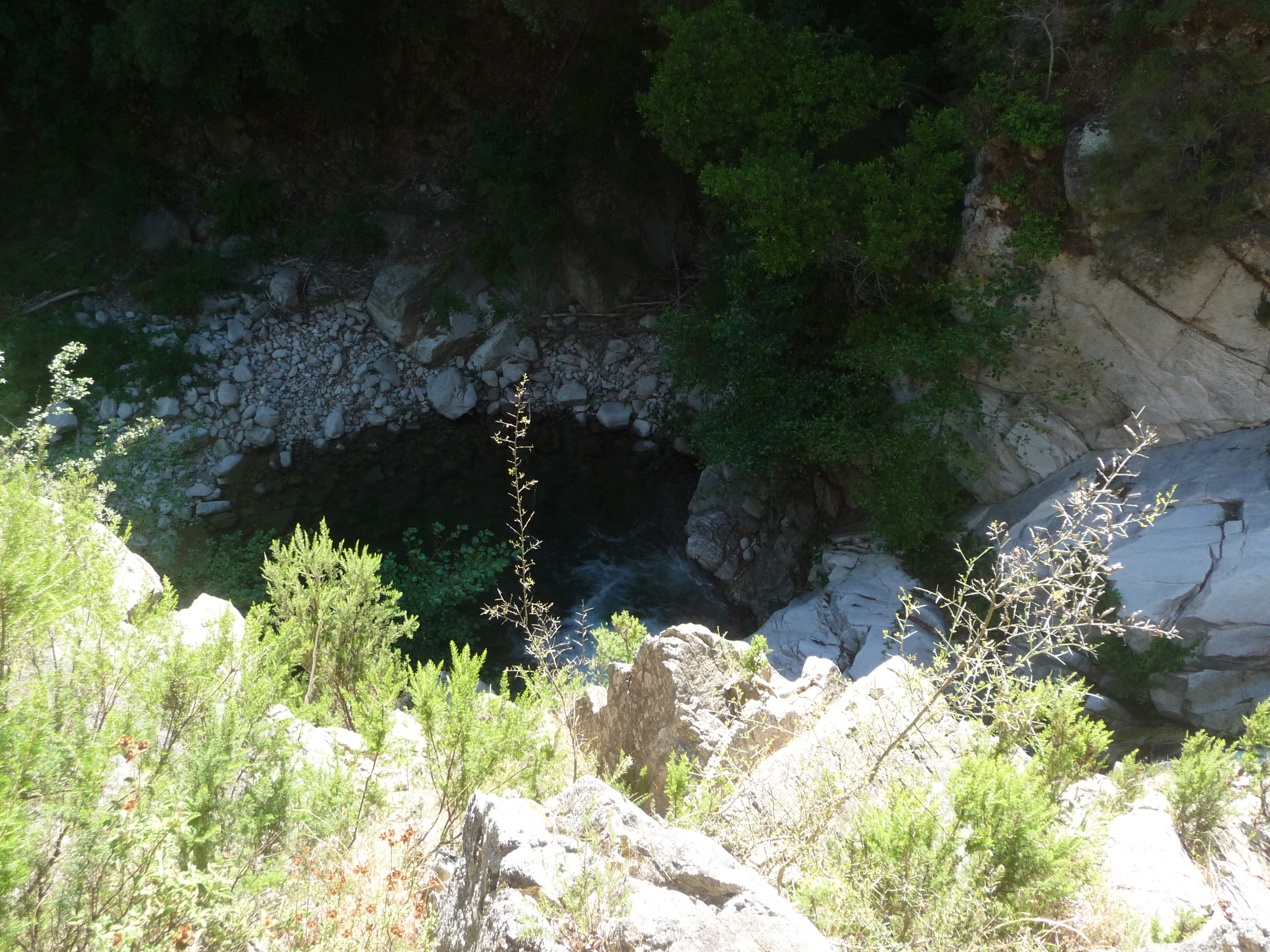
"Gurna" di Pietracupa vista dall'alto

Nell'area sono stati creati dei sentieri escursionistici che permettono di visitare l'alta valle dell'Assi e di accedere alla Cascata di Pietracupa che, dopo un salto di alcuni metri, forma la cosiddetta Gurna di Pietracupa, un piccolo laghetto.
- Percorso escursionistico Ardica
- Percorso escursionistico Assi